# Aedes aboriginis
Aedes aboriginis är en tvåvingeart som beskrevs av Dyar 1917. Aedes aboriginis ingår i släktet Aedes och familjen stickmyggor. Inga underarter finns listade i Catalogue of Life.